# Robert Garrett
Robert S. Garrett (24. června 1875 Baltimore, Maryland – 25. dubna 1961 tamtéž) byl americký atlet, jeden z nejvýznamnějších atletů přelomu 19. a 20. století, když na 1. letních olympijských hrách 1896 v Athénách získal dvě zlaté a dvě stříbrné medaile a na následujících hrách 1900 v Paříži připojil ještě dvě bronzové medaile. Tyto medaile získal v soutěžích vrhačských (koule, disk) a skokanských (dálka, výška a trojskok z místa).

## Životopis
Garrett pocházel ze zámožné rodiny v Marylandu a studoval na Princetonské univerzitě. Během studií vynikl v atletických disciplínách a stal se kapitánem atletického týmu Princetonské univerzity již jako junior. Garrett byl především koulař, soutěžil však i ve skokanských disciplínách.
Na olympiádě v Athénách Garrett zvítězil v hodu diskem i vrhu koulí, byl stříbrný ve skoku do dálky a do výšky. O rok později (1897) se stal mistrem USA ve vrhu koulí. Na olympiádě 1900 obsadil ještě třetí místo ve vrhu koulí a v trojskoku z místa. Byl přihlášen i do týmové soutěže v přetahování lanem, ale protože se tato soutěž konala v době, kdy tři z členů týmu USA bojovali v hodu kladivem, družstvo USA nenastoupilo.
Po skončení sportovní kariéry se Garrett stal bankéřem a mecenášem vědy, zvláště archeologie a historie. Pomáhal financovat a organizovat archeologické expedice v Sýrii vedené dr. Johnem M. T. Finneyem. Jeho koníčkem bylo sbírání středověkých a renesančních rukopisů. V roce 1942 pak mohl věnovat Princetonské univerzitě na 10 000 rukopisů včetně včetně šestnácti vzácných řeckých rukopisů z Byzance, které obsahovaly mimořádně krásné příklady byzantské iluminace.

## Robert Garrett na olympijských hrách 1896, Athény
Když se rozhodl Garrett jet na olympiádu do Athén, profesor W. M. Sloane mu doporučil zkusit i hod diskem. O disku však Garrett věděl pouze z knih. Proto si nechal udělat tréninkový disk u kováře, jenže vážil plných 14 kg a Garrett jím nemohl dohodit na sebemenší vzdálenost. Jel proto do Athén bez jediného zkušebního hodu. Cestu zaplatil ze svých prostředků i dalším třem atletům USA – F. Laneovi, H. Jamisonovi a A. Tylerovi. Teprve v Řecku zjistil, že soutěžní disk váží asi 5 kg; rozhodl se, že diskem házet bude.

### Hod diskem
Soutěž se konala 6. dubna za účasti 11 atletů ze 6 zemí. Řečtí diskaři se učili házet podle starověkých soch a maleb, jejich styl byl plný krásy a diváky nadchl. Robert Garrett nevěděl, co s diskem počít, a nakonec hodil stylem, jakým byl zvyklý vrhat kouli. Dal do hodu ohromnou sílu a všechny soupeře i sebe překvapil. Jeho první dva pokusy byly rozpačité a nemotorné. Místo aby disk kopíroval povrch země, vyletěl vzhůru a dopadl těsně u obecenstva. Soupeři neskrývali veselí. Závěrečný pokus byl provázen hlomozem publika. Ale Garrett jím přehodil o 19 cm vedoucího Řeka Panagiotise Paraskevopoula. Garretův výkon byl 29,15 m, Paraskevopoulův 28,95 m. Třetí byl další Řek Sotirios Versis výkonem 27,78 m.

### Vrh koulí
Soutěž ve vrhu koulí se konala 7. dubna. Zúčastnilo se jí sedm atletů ze čtyř zemí. Oba Řekové získali medaili, Robert Garrett zvítězil jen těsně (11,22 m) před Řekem Miltiadem Gouskosem (11,20 m) a dalším domácím borcem Georgiem Papasideriem (10,36 m).

### Skok do dálky
Stejný den 7. dubna se konala i soutěž ve skoku do dálky. Přihlásilo se devět závodníků z pěti zemí. Tři Američané svedli boj o medaile. Zvítězil Ellery Clark (635 cm) před Robertem Garrettem (600 cm) a Jamesem Connollym (584 cm).

### Skok do výšky
10. dubna se uskutečnila soutěž ve skoku do výšky. Skákalo pět závodníků ze tří zemí. Američané si rozdělili opět všechny medailové příčky, stejně jako ve skoku do dálky zvítězil Ellery Clark výkonem 181 cm, o druhé místo se podělili Robert Garrett a James Connolly shodným výkonem 165 cm. Třetí místo pak nebylo vyhlášeno.

## Robert Garrett na olympijských hrách 1900, Paříž

### Vrh koulí
Soutěž se uskutečnila ve dnech 14. a 15. července. Přihlášeno bylo 11 atletů z pěti zemí. Kvalifikací prošlo pět nejlepších koulařů do finále. Robert Garrett v ní skončil na třetím místě s výkonem 12,37 m. Finále uskutečnilo v sobotu, a proto odmítli Garrett a McCracken jako studenti amerických univerzit startovat. Protože se však výsledky kvalifikace do finále započítávaly, stačily jim na medailová umístění. Zvítězil Richard Sheldon (USA) výkonem 14,10 m, druhý byl Josiah McCracken (12,85 m), třetí Robert Garrett (12,37 m).

### Hod diskem
Robert Garrett byl mezi 16 přihlášenými z osmi zemí i v soutěži diskařů. Svůj disk nejprve hodil mezi stromy a pak už neměl platný pokus. Soutěž v disku vyhrál Maďar Rudolf Bauer před Čechem F. Jandou-Sukem a Sheldonem z USA.

### Trojskok z místa
Mezi deseti účastníky soutěže v trojskoku z místa 16. července dominoval stejně jako v ostatních skocích z místa Američan Ray Ewry skokem 10,58 m, druhý byl jeho krajan Irving Baxter (9,95 m), třetí Robert Garrett (9,50 m).